# Шейн Макконкі
Шейн Макконкі (англ. Shane McConkey, 30 грудня 1969, Ванкувер, Канада — 26 березня 2009, Доломіти, Італія) — професійний гірськолижник та бейс-джампер.

## Життєпис
Батько Шейна, Джим Макконкі (англ. Jim McConkey) вважається батьком екстремального гірськолижного спорту. На його честь названо швидкісний крісельний підйомник та зону для катання на гірськолижному курорті Парк-Сіті в Юті. Мати, Гленн Макконкі (англ. Glenn McConkey) — 8-разова призерка першості країни з гірських лиж.
Шейн народився в Ванкувері (Британська Колумбія, Канада). І хоча згодом він перебрався до Скво-Веллі (Каліфорнія, США), через постійні переїзди в дитинстві ніколи не асоціював себе з конкретним місцем, називаючи місто Боулдер (Колорадо, США) місцем звідки він родом. Саме звідти він почав свою професійну кар'єру гірськолижника. В Боудлері він навчався в Університеті Колорадо, але згодом покинув його.
Розпочинав кар'єру як учасник змагань зі швидкісних спортивних дисциплін, але потім перейшов до зйомок в великій серії фільмів про екстремальний гірськолижний спорт. Він був відомий своїм поєднанням спуску на гірських лижах з бейс-джампінгом, зокрема, в 2004 році він здійснив бейс-стрибок з гори Айгер. Навчався в Академії Берк-Маунтін для гірськолижних спортсменів в Іст-Берку.
Відомий також своїм внеском в розвиток конструкцій лиж: він придумав революційні лижі для катання по цілині — зі зворотним бічним вирізом і зворотним загином передньої частини лижі (так званий «рокер»). Першою такою моделлю стали Volant Spatula, пізніше були розроблені K2 Pontoon. Макконкі також першим випробував гірськолижні кріплення на водних лижах для використання на Алясці.

### Смерть
26 березня 2009 року Шейн Макконкі загинув під час виконання стрибка на лижах на горі Sass Pordoi в Доломітових альпах Італії. Одна з його лиж не вивільнилась, через що він закрутився в повітрі. Після того, як Шейн зумів її відстібнути, він вже не встигав відкрити парашут.

## Фільмографія
- Claim (2008)
- Seven Sunny Days (2007)
- Steep (2007)
- Push (2006)
- Yearbook (2005)
- The Hit List (2005)
- Warren Miller's Higher Ground (2005)
- Focused (2004)
- Ski Movie III: The Front Line (2002)
- Ski Movie 2: High Society (2001)
- Ski Movie (2000)
- There's Something About McConkey (2000)
- Global Storming (1999)
- Sick Sense (1998)
- Walls of Freedom (1995?)
- TGR's The Realm (1994)
- Immersion (2002)
- Alpine Rapture (1993)
- Ski Theater (1992)